# Лисогор Степан Омелянович
Степан Омелянович Лисогор (28 лютого 1889, м. Верхньодніпровськ — †?) — полковник Армії УНР.

## Життєпис
Народився у м. Верхньодніпровськ. 3 1914 року служив офіцером у 260-му піхотному Брацлавському полку. У 1916—1917 роках командував 2-м батальйоном у 754-му піхотному Тульчинському полку. Нагороджений орденом Святого Георгія IV ступеня (18 листопада 1917). Останнє звання у російській армії — штабс-капітан.
Був одним із ініціаторів українізації у 189-й дивізії. З листопада 1917 року до кінця січня 1918 року — командир 1-го куреня 753-го піхотного Вінницького полку, що був українізований.
У грудні 1917 року на чолі куреня прибув до Миколаєва. У 1918 року закінчив Інструкторську школу старшин. Навесні 1919 р. — командир 1-го куреня 56-го пішого дієвого Немирівського полку Дієвої армії УНР.
Влітку 1919 року — командир 12-го пішого Немирівського полку ім Сірка. 3 7 жовтня 1920 року — командир 9-ї бригади  3-ї Залізної стрілецької дивізії. Станом на 25 травня 1921 року — приділений до штабу 21-го куреня 7-ї бригади 3-ї Залізної стрілецької дивізії Армії УНР.
Учасник  Другого Зимового походу у складі Волинської повстанської групи 4-19 листопада 1921 року, під час якого командував 5-м збірним куренем 3-ї Залізної дивізії. У бою під станцією Чоповичі 11 листопада 1921 р. дістав важке поранення (Степана Лисогора та ще кількох поранених вояків героїчно врятувала його дружина Юзефа Лисогор, яка також брала участь у Другому Зимовому поході).
З 1923 р. жив на еміграції у Калішу.
Подальша доля невідома.